# Калининградская областная филармония
Калинингра́дская областна́я филармо́ния и́мени Е. Ф. Светла́нова — областная филармония, расположенная в здании бывшей кирхи Святого Семейства в городе Калининграде (до 1946 года — Кёнигсберг). Открыта 22 августа 1980 года.
В настоящее[когда?]

 время — место проведения различных международных музыкальных фестивалей.
Директор филармонии — народный артист России Виктор Васильевич Бобков.

## История основания
Инициатива превращения этого и других памятников истории и архитектуры города в учреждения культуры принадлежит Виктору Васильевичу Денисову — главе города Калининграда (председатель горисполкома с 1972 по 1985 годы).
Основная нагрузка по восстановлению здания кирхи легла на ремонтные подразделения треста «Горремстрой». Большой вклад в дело восстановления внесли также промышленные предприятия города (Судоремонтный завод, завод Западного речного пароходства, «Торгмаш», Мебельная фабрика и другие).
Архитектурно-художественные проработки проекта велись Е. Поповым, А. Гараниной, Н. и Ю. Смирнягиными. Руководитель реконструкции — архитектор Павел Горбач. Реконструкция здания была окончена в 1980 году.
Первые два года зал филармонии функционировал как обычная концертная площадка, поэтому для удобства зрителей сцена была оборудована в алтарной части бывшего культового помещения, а наверху, где надлежало быть органу, устроен был зрительский балкон.
В 1982 году, вновь благодаря энергии В. Денисова и при поддержке со стороны тогдашнего заместителя министра культуры СССР В. Кухарского, в зале филармонии был установлен орган чешской фирмы «Ригер-Клосс» (нем. Rieger-Kloss англ.) из города Крнов, ставший первым органом в регионе.

## Международные музыкальные фестивали

### Бахослужение
Фестиваль проводится с 2000 года ежегодно при поддержке генеральных консульств Литвы, Польши, Германии, Швеции в Калининградской области. Идея его проведения принадлежит Гарри Гродбергу, знаменитому органисту и интерпретатору произведений Баха.
Программа «Бахослужения» весьма разнообразна. Она включает не только творения самого И. С. Баха, но и сочинения его современников, произведения композиторов других эпох и стилевых направлений. На фестивалях 2006 и 2007 годов было представлено и сценическое воплощение темы Баха: на «Бахослужении-2006» калининградцы познакомились со спектаклем «Встреча», где в ролях Баха и Генделя выступили литовские артисты Д. Банионис и Р. Адомайтис, а «Бахослужение-2007» открылось спектаклем Литературного театра Калининграда «И. С. Бах. Судьба. Переложение на музыку».
Участники фестиваля «Бахослужение» разных лет:
- Академический Камерный оркестр Muzika Viva (Москва)
- Камерный оркестр Государственного Эрмитажа (Санкт-Петербург)
- Камерный оркестр Калининградской филармонии
- Квинтет духовых инструментов консерватории г. Любека (Германия)

Лауреаты международных конкурсов
- Сергей Стадлер (скрипка)
- Юлия Стадлер (фортепиано)
- Хироко Иноуэ (орган)
- Роман Перуцкий (орган, Польша)
- Жан-Пит Книфт (орган, Голландия)
- Фабрис Питруа (орган, Франция)
- Йоахим Далитц (орган, Германия)
- Николай Суханов (орган, Калининград)
- Ульрих фон Врохем (альт, Германия)

По традиции фестиваль «Бахослужение» завершается именно 28 июля — в день памяти Баха, а финалом его каждый раз был сольный концерт Гарри Гродберга. В 2020 году из-за пандемии коронавируса в рамках фестиваля организованы онлайн-показы концертов и музыкальных экскурсий.

### Янтарное ожерелье
Фестиваль «Янтарное ожерелье» проводится в Калининграде весной или в начале лета. Существует с середины 1970-х годов. Организаторы фестиваля — Министерство культуры Калининградской области и Калининградская областная филармония.
Благодаря фестивалю «Янтарное ожерелье» калининградцы имели возможность побывать на выступлениях известных российских, польских, литовских, немецких коллективов. Среди них — хор им. Пятницкого, певцы М. Магомаев, Т. Синявская, Е. Образцова, Терем-квартет, поэт А. Вознесенский, Вильнюсский русский драматический театр, театр им. Моссовета, артисты С. Юрский, А. Петренко, О. Меньшиков и другие.
В рамках «Янтарного ожерелья» проводятся тематические фестивали (к примеру, в 2005 г. его программа была посвящена 60-летию Великой Победы и дню рождения Калининграда). Фестиваль также ставит своей целью знакомство калининградцев и гостей города с современными музыкальными произведениями: так, в программе фестиваля 2007 года была представлена мировая премьера: Сюита для виолончели и струнного оркестра современного английского композитора Лу Харрисона в исполнении Борислава Струлёва (США) и камерного оркестра Калининградской областной филармонии.

### Музыкальная весна
C 1994 года этот фестиваль проходит под эгидой специальной программы Калининградской областной филармонии — Детская филармония «Азбука вдохновения».
В разные годы гостями фестиваля были детский хор «Ажюолюкас» из Вильнюса, лауреаты международных конкурсов А. Гиндин и Э. Хэлвит (Великобритания), стипендиаты программы «Новые имена», известные отечественные композиторы — В. Успенский, В. Биберган, Б. Тищенко, дирижёр из Германии Х. Шмаленберг, юные музыканты из Эстонии, Польши и многих городов России.

### Международный конкурс органистов имениМ. Таривердиева
Конкурс им. Микаэла Таривердиева — это единственный в России международный конкурс органистов. Впервые он состоялся в 1999 году и с тех пор проводится раз в два года.
Приобретая все больший международный авторитет, конкурс с 2009 года расширил свою географию. Отборочные туры стали проводиться в разных городах и странах мира, в том числе в США, Германия, в Москве. А в Калининграде конкурс теперь проходит уже не только в зале филармонии, но и в Кафедральном соборе.
Но Калининградская областная филармония по-прежнему — самый активный участник конкурса. В филармоническом концертном зале проходят прослушивания заключительного тура, торжественная церемония открытия и, как правило, сопровождающие её выступления выдающихся мастеров мирового музыкального искусства.
Именно благодаря конкурсу в зале областной филармонии впервые в Калининграде прозвучали такие произведения М. Таривердиев, как моноопера «Ожидание», Альтовый концерт, уникальный вокальный цикл на стихи японских поэтов, масштабные органные сочинения — симфония «Чернобыль» и концерт "Кассандра. Исполнителями были Гидон Кремер, Мария Лемешева, Александр Ведерников, французские органисты Жан Гийю, Мишель Шапюйи, Нажи Хаким и другие. Многие лауреаты и участники конкурса им. Таривердиева успешно концертировали впоследствии в Калининградской филармонии. А победитель первого конкурса (1999) Жан-Пьер Стайверс (Нидерланды) и дипломант конкурса Хироко Иноуэ (Япония) стали штатными солистами-органистами Калининградской филармонии.

### Международный фестиваль искусств «Русская музыка на Балтике»
Фестиваль искусств «Русская музыка на Балтике» проводится раз в два года (с 2006) при поддержке Министерства культуры Российской Федерации, Министерства культуры Калининградской области, Генеральных консульств и представительств посольств в РФ и в Калининграде стран-соседей региона по Балтике.
Эта масштабная музыкальная акция представляет собой серию концертов в самых разных жанрах (фольклор, симфоническая, хоровая, инструментальная, вокальная, оперная и др. музыка) и музыкальных спектаклей в исполнении мастеров искусств России (в том числе Калининграда) и стран Балтийского моря.
Отличительной чертой этого фестиваля от других, проходящих в регионе, является то, что в его программе звучит музыка преимущественно российских композиторов.
Мероприятия фестиваля проходят на лучших концертных площадках Калининграда, а также в городах Польши, Литвы, Германии.
Фестиваль пропагандирует достижения отечественной музыки и российского исполнительского искусства в странах Балтийского моря, вносит достойный вклад в контекст современной европейской культуры.

### Международный джазовый фестиваль
Фестиваль традиционной и авангардной джазовой музыки с участие звезд мирового уровня. Его особенностью является то, что он — филармонический, то есть в программе его особенно приветствуются творческие поиски в направлении «перекрестка жанров»: оригинальные аранжировки классических произведений джазовыми исполнителями, исполнение джазовых композиций академическими музыкантами — органистами, камерными оркестрам и т. д.
Проводится ежегодно с 2004 года, имеет большой международный резонанс.
Участники разных лет
- А. Шилклопер
- Д. Крамер
- В. Гроховский
- М. Пиганов
- А. Кролл
- П. Вишняускас
- С. Гурбелошвили
- А. Козлов
- С. Жилин и джаз-квартет «Фонограф»
- А. Колосов и С. Чипенко
- ансамбли В. Горского, М. Пиганов
- Helsinki-trio (Финляндия)
- Анна Мария Йопек (вокал, Польша)
- джазовый дуэт: Ули Ленц (фортепиано, Германия), Франсуа Жанно (саксофон, Франция)
- группа JazzKamikadze (Норвегия-Дания-Швеция)
- группа «The Shin»(Грузия-Германия)
- вокальный ансамбль «Kivi» (Литва) и др.